# Лещанецкий сельский совет
Лещанецкий сельский совет (укр. Ліщанецька сільська рада) — входит в состав
Бучачского района
Тернопольской области
Украины.
Административный центр сельского совета находится в 
с. Лещанцы.

## История
- 1991 — дата образования.

## Населённые пункты совета
- с. Лещанцы